# Paul de Froment
Paul de Froment (né le 19 février 1664 à Uzès; mort le 12 février 1737 à Neuchâtel) était colonel et gouverneur de la Principauté de Neuchâtel pour le compte de la Prusse de 1720 à 1737. 

## Vie
Paul de Froment est issu d'une famille protestante du Languedoc. Son père, Denis de Froment, était consul d'Uzès et sa mère s'appelait Marguerite d'Accaurat. Au service de Louis XIV, il quitte la France en 1683 et se réfugie à Berlin peu avant la promulgation de l'Édit de Fontainebleau. Entré au service de l'électeur de Brandebourg, futur Frédéric Ier de Prusse, il participe à de nombreuses campagnes de l'armée prussienne et se distingue lors de la Bataille de Turin en 1706, au point d'être promu au rang de Chevalier de l'Ordre de la Générosité. 
En avril 1720, il est nommé gouverneur de la Principauté de Neuchâtel, succédant à François de Langes de Lubières et remplit cette charge jusqu'à mort en 1737. À ce titre, il occupe un logement au château de Neuchâtel, mais il fait l'acquisition d'une propriété viticole à Cressier en 1729, adoptant ainsi les habitudes du patriciat local, pour lequel la vigne représente un objet de placement. On lui attribue la commande d'un décor à motifs de chinoiserie d'une exceptionnelle qualité.

## Famille
Le 29 janvier 1700, il épousa à Berlin Marie Godeffroy (1674-1737) de La Rochelle. Le couple a eu plusieurs enfants :
- Marie ∞ Jean-Frédéric Chaillet (* 1722)[4]
- Esther
- Charlotte
- Luise Ulrike (* Août 1720)